# ونلقى الأحبة
ونلقى الأحبة برنامج إسلامي دعوي قدمّه عمرو خالد على قناة اقرأ الفضائية من عام 2001 وحتى 2003، كان يُبث من القاهرة في مصر، يتناول شرح حياة الصحابة وكيفية التعامل مع مجتمعهم وإسلامهم وغير ذلك.